# زبان گابارو
گابارو که با نام گُوْرو نیز شناخته می‌شود، یک زبان هندوآریایی است که در ناحیهٔ کوهستان پاکستان صحبت می‌شود. 